# Усама бен Ладен (слон)
Усама бен Ладен — индийский слон мужского пола, названный в честь известного террориста Усамы Бен Ладена. Известен тем, что терроризировал жителей индийских деревень, совершив убийство в общей сложности 27 человек (по другим данным, 14 человек), а также уничтожал их имущество. Все свои преступления совершал в джунглях, в районе Сонитпур в индийском штате Ассам, в период с 2004 по 2006 годы. В конечном итоге был застрелен.

## Биография
Слон был назван в честь знаменитого террориста Усамы бен Ладена. Слон был самцом, ростом три метра. Он два года терроризировал население индийского штата Ассам. Слон разрушил более ста домов, уничтожал крестьянские поля, убивал местных жителей. Слон, судя по всему, был умён, ему удавалось скрываться от погони, он быстро менял дислокацию и не оставлял следов для охотников. Было отмечено, что слон не боится петард и огня и ловушки ему не страшны. Масштабы его злодеяний дошли до таких пределов, что местные власти были вынуждены послать на ликвидацию взбесившегося слона военный отряд и подразделение полиции, кроме того, в операции были задействованы опытные лесники.
18 декабря 2006 года некий слон был расстрелян в упор. Однозначного мнения, был ли это тот самый слон, или же по ошибке был убит другой, нет. Тем не менее, сообщений о новых убийствах, совершённых слонами, больше не поступало.
Нападения слонов на людей не редкость. С 2001 по 2006 год в индийском штате Ассам слоны убили более 250 человек. Слоны в брачный период иногда впадают в муст и начинают уничтожать всё, что попадается им на глаза. Кроме того, исследования показали, что слоны любят пить пиво. Некоторые слоны ломают дома людей, находят там запасы домашнего пива и, выпив его, становятся безумными.